# 総力報道!THE NEWS
『総力報道!THE NEWS』（そうりょくほうどう!ザ・ニュース）は、2009年3月30日から2010年3月26日まで、TBSテレビおよびJNN系列で生放送された平日夕方の大型報道番組である。ハイビジョン制作。番組キャッチコピーは「知るニュースから、使えるニュースへ。」

## 概要

### 120分番組時代
本番組は、TBSが行った2009年春の改編により、平日夕方の報道・情報番組『イブニング・ファイブ』（16:52 - 18:55。JNNニュース枠は『JNNイブニング・ニュース』）に替わる位置付けで誕生した番組である。放送時間は、他局の17時・18時台のニュース番組を意識していた同番組より約1時間繰り下げられ、他局のニュース番組の18時台の全国ニュースパートと『NHKニュース7』（NHK）を意識した17:50 - 19:50の120分間となった。
EPG(電子番組表)の番組説明にも「NHKに真っ向勝負!」と書かれていた。
改編によって空枠となった17時台は16:53より関東および一部地域ネットの生活情報番組『サカスさん』を立ち上げ、それ以外は各地域ごとのローカル番組ないしドラマの再放送等の編成になった。同番組の冒頭には他局のニュース番組のスタート時間に対抗する形で「先出し!THE NEWS」のコーナーが編成され、事実上『イブニング・ファイブ』の冒頭部分が独立する形となった。同コーナーは17:03頃までの10分間の放送だった。
それまで19時台で放送されていた番組は、終了または枠移動を伴う大規模な番組改編を実施した（主だったものについては後述）。また、23時台に放送されている『NEWS23』も、30分に縮小され（月曜日から木曜日は23時台前半、金曜日は後半30分）、ストレートニュースとスポーツニュースのみとなった。
JNNの新ブランドの中心番組として位置づけられた番組でもあり、本番組の開始に伴い、TBSのニュース番組で、『NEWS23』、『JNNフラッシュニュース』など一部を除いて『THE NEWS』に改題され、テロップが表示の仕方を除いては、すべて本番組と共通のものになった。また、スポットニュースを除いては、本番組のテーマ曲の『ミューズ』のインストゥルメンタルバージョンが使用された。
番組は第1部（17:50 - 18:45）と第2部（18:45 - 19:50）の2部制であり、第1部はさらに全国パート1（17:50 - 18:05）・ローカルパート（18:05 - 18:45）に細分化され、第2部は全国パート2としていた。全国パート1（このパートのみ一部地域を除き二ヶ国語放送）では、その時間までに入電している主要なニュースをヘッドライン形式（ストレートニュース仕立て）で取り上げ、更に詳細な解説や特集は全国パート2で展開した。
かつて同時間帯で放送されてきた『JNNニュースコープ』が19時台に跨って放送されたことがあったが（1984年10月 - 1987年9月、19:20までの放送）、TBS系列の19時台で報道番組が編成・放送されること自体は21年半ぶり、丸々19時台に報道番組が編成・放送されるのはこれが初めてであった。また、民放で平日19時台に報道番組が編成・放送されるのは、テレビ朝日の『ニュースシャトル』以来20年ぶりとなった（同番組は1987年10月から1989年3月までは19:20開始だったが、1989年4月から9月までは18時台に移動）。
TBS系列で平日19時台の帯ゾーンが編成されたのは、『ムーブ』→『ザッツ!』以来15年ぶりとなった。ただし、『ムーブ』→『ザッツ!』は、当時の金曜19時枠がCBC制作の30分番組と、90分番組『金曜テレビの星!』で編成されていたため月曜日 - 木曜日の放送であり、平日19時台の帯ゾーン編成は史上初であった。
新聞番組表ではスペースの関係（フルサイズ1行10文字、ハーフ以下は1行9文字）もあり、「総力報道!」を削って「THE・NEWS」とクレジットされていた。

### 70分番組時代
改編の目玉として鳴り物入りでスタートしたものの、後述のように視聴率は芳しくなく、まずは2009年7月20日から外信部デスクの竹内明をメインキャスターに加えるテコ入れ策が行われた。次いで2009年9月28日より16:53 - 18:40の時間帯で堀尾正明が総合司会を務める情報・報道番組『イブニングワイド』（以下「イブワイ」）を設置、本番組は18:40 - 19:50に大幅に放送時間を短縮された。そのため、ローカルニュースは『イブワイ』、JNN協定に基づく全国ニュースは本番組に一本・独立化された。
これにともない、『JNNニュースコープ』以来約31年間にわたって全国パート1で実施されてきた副音声による二ヶ国語放送も『イブワイ・第2部』の冒頭10分間（17:50 - 18:00）に移動し、全編モノラル放送となった。但し、引き続きリアルタイム字幕放送は実施した。

### 終了とその後
2009年春の『TBS第二の開局』と呼ばれた大規模改編の中心番組だったが、当初の見込み以上に視聴者の支持を得ることができず、上記の放送枠の縮小・番組内容の変更も行うも視聴率が改善せず、さらに『TBS第二の開局』自体がTBS全体への視聴者離れを招いてしまい、本番組を開始から1年の2010年3月26日放送分で終了した。TBSの報道番組の1年での終了は、昼の番組と枠を分離して放送された『ニュースフロント』以来5年ぶりとなった。過去には『JNNニュース22プライムタイム』などが1年で終了している。番組終了を正式発表した翌週の平均視聴率は、TBSが目標としていたと言われる8%台を記録した（ビデオリサーチ調べ、関東地区・世帯・リアルタイム）。
早々と終了する理由について、TBSの井上弘代表取締役会長は「不況下の今は長期展望（長くやって定着させる）よりも目先の結果が欲しいこと」、「視聴習慣転換の失敗」をあげていた。メインキャスターを務めた小林麻耶も番組の最終回や公式ブログで「（キャスターとして）力不足で申し訳ない」と視聴者・ファンに謝罪した。
番組終了後JNN協定が適用される夕方の全国ニュースは『イブワイ』をリニューアルした『Nスタ』の第2部の冒頭（17:45 - 18:15→17:50 - 18:15）で放送されている。また、19時台に放送されていた「THE NEWS特集」は『NEWS23』をリニューアルした『NEWS23X』内で「クロスアジェンダ」として、エンディングコーナーだった「明日のニュース」（→「明日のツボ」）は『Nスタ』内で「あしたのNEWS」として、それぞれ引き継がれた。ただし、番組終了後の2010年3月28日よりBS-TBSで『サンデースコープ』（後に『サタデースコープ』と『サンデースコープ経済版』→『週刊BS-TBS報道部』→『週刊報道 LIFE』→『報道1930』）が開始されたこともあり、グループ内でのゴールデンタイムにおける大型報道番組の放送は継続している。
なお、当初『イブワイ』を19:50まで拡大させる案が一部報道で挙がっていたが、19時台の後番組は1時間のバラエティ番組など、従前のスタイルに戻す形となった。また、小林は金曜日同時刻の『がっちりアカデミー!!』に起用され、2011年9月までの1年半の間放送された。

## 放送時間の変遷
※全てJSTで記す。
| 期間      | 期間      | 放送時間                | 全国ニュース枠                         |
| --------- | --------- | ----------------------- | -------------------------------------- |
| 2009.3.30 | 2009.9.25 | 17:50 - 19:50 （120分） | 17:50 - 18:05 18:45 - 19:50 （計80分） |
| 2009.9.28 | 2010.3.26 | 18:40 - 19:50 （70分）  | 18:40 - 19:50 （70分）                 |

## 出演者

### 番組アンカー・キャスター
| 期間 | 期間      | アンカー | キャスター      | キャスター                    | キャスター | キャスター          | キャスター | キャスター   | キャスター |
| 期間 | 期間      | アンカー | メイン          | ニュース                      | スポーツ   | スポーツ            | スポーツ   | 取材         | 天気       |
| 期間 | 期間      | アンカー | メイン          | ニュース                      | 月・火曜日 | 水曜日              | 木・金曜日 | 取材         | 天気       |
| --- | --------- | -------- | --------------- | ----------------------------- | ---------- | ------------------- | ---------- | ------------ | ---------- |
| 2009.3.30 | 2009.7.17 | 後藤謙次 | 小林麻耶        | 長岡杏子 藤森祥平1 赤荻歩1・2 | 藤森祥平   | 藤森祥平            | 藤森祥平   | 岩井健浩1・3 | 佐藤大介   |
| 2009.7.20 | 2009.9.25 | 後藤謙次 | 小林麻耶 竹内明 | 長岡杏子 藤森祥平1 赤荻歩1・2 | 藤森祥平   | 藤森祥平            | 藤森祥平   | 岩井健浩1・3 | 佐藤大介   |
| 2009.9.28 | 2010.3.26 | 後藤謙次 | 小林麻耶 竹内明 | 伊藤隆太                      | 岡村仁美   | 岡村仁美4 佐藤文康4 | 佐藤文康   | 岩井健浩1・3 | 佐藤大介   |
| - 1 『イブニング・ファイブ』から（赤荻以外は『JNNイブニング・ニュース』からも）続投。 - 2 主に18時台（ローカルニュース枠内）を担当。 - 3 『Nスタ』も続投。 - 4 隔週交代。 |           |          |                 |                               |            |                     |            |              |            |

補足
- 2009年4月以前の小林や、ニュース・スポーツ担当者、当時の岩井はTBSアナウンサー。
- 後藤は番組中ニュース原稿を一切読まず、『後藤の裏MEMO』→『後藤が斬る!』以外でも主に論説・解説を担当していた。そのため、事実上番組進行や原稿読みは小林と竹内が担っていた（ただし出演者のクレジット順では後藤がトップクレジット扱いだった）。また、後藤は2010年3月1日から3月5日まで帯状疱疹発症の為休演した。
- 上記出演者のなかで後番組『Nスタ』も続投したのは岩井のみ。『Nスタ』には、当番組でキャスターを務めた藤森、赤荻も出演しているが、あくまでも『イブワイ』からの続投である[注 3]。

### スペシャルキャスター
スポーツ
- 高橋尚子（2009年3月30日 - 9月25日は不定期出演、2009年10月2日 - 2010年3月19日は金曜）

取材
- 平岳大（俳優、不定期出演）
- 石田衣良（作家、不定期出演）

### ナレーション
ニュースナレーションと一部の特集ナレーションは『イブワイ』を兼務。
ニュース
全員当時TBSアナウンサー。
- 升田尚宏（月曜日）
- 鈴木順（火曜日 - 木曜日）
- 向井政生（金曜日）

特集など
- 湯浅真由美 - 前番組より続投し、後継番組も担当。
- あおい洋一郎 - 後継番組も担当。
- 川口純子
- 古賀慶太
- 佐古忠彦 - シリーズ企画「総理の言霊」を担当。佐古は、後継番組「Nスタ ニューズアイ（第2部）」のメインキャスターを担当。

他多数

## 番組内容・タイムテーブル

### 120分番組時代
| 時刻                                         | コーナータイトル・放送内容                         | 詳細・備考 |
| 第1部・全国パート1                           | 第1部・全国パート1                                 | 第1部・全国パート1 |
| -------------------------------------------- | -------------------------------------------------- | --- |
| 17:50:00                                     | オープニング、全国ニュース                         | - オープニング映像の演出はその日のトップ項目の映像をバックに、画面中央へ正方形のタイトルロゴが現れ「THE NEWS!」とあおい洋一郎によるタイトルコールの後「ピピピ」というアタック音が鳴りロゴが左上（厳密には4:3画面に対応する位置）へ移動、ロゴの上部が伸びるように変形し、時刻表示。 - トップニュースとしてすぐに最初のニュースVTRを放送するため、オープニング放映時間は一定でなかった。 - 稀にすぐオープニングに入る場合があるが、この場合一旦タイトルを掲出→左上へ移動した後すぐにオープニングとなった。第2部スタート時も同じ。 - 二ヶ国語放送。ただし、北海道放送の札幌圏以外の地上アナログ放送エリア（地上デジタル放送では道内全域で受信可能）と青森テレビ・北陸放送・山陰放送・テレビ山口では行われなかった。            |
| 18:03頃                                      | ニュースフラッシュ                                 | - 小林が「ニュースを続けます」とアナウンスした後、BGMとともに数項目の短いニュースを流した。 |
| 第1部・ローカルパート（制作局TBSの編成）     |                                                    | |
| 18:05:00                                     | ローカルニュース                                   | |
| 18:09                                        | 総力特集!THEソウトク                               | - この時間帯では前番組『イブニング・ファイブ』の17時台と同じように比較的生活情報系の特集を組むことが多く、週末の『TBSニュースバード』で毎時（土曜日4時台 - 月曜日3時台）45分から放送される「列島レポート」で再編集したものが放送されることも多かった。 |
| 18:23                                        | THE SPORTS                                         | - 2009年7月頃から「THE NEWSカワラBANG6」からスポーツニュースの部分を独立させる形で新設。一部の地方局でも時差ネットされていた。 |
| 18:28                                        | 佐藤大介のTHE天気予報                              | - 佐藤が関東地方の季節の話題と翌日の天気をスタジオ内から伝えた。 |
| 18:34                                        | THE NEWSカワラBANG6                                | - 前番組『イブニング・ファイブ』のコーナー、「本日のカワラBANG!」をベースにしたコーナー。藤森と赤荻が担当し、後藤・小林らもコメントすることがあった。 - タイトルコールの後、項目が並べられた9マスのCGが表示され、アップテンポのBGMに合わせて情報を伝えた。芸能情報などを扱ったほか、18時台の「THE SPORTS」コーナーが設けられるまではスポーツニュースも伝えていた。 - 一部の地方局でも一部分が同時ネットもしくは撮って出し形式の時差ネットで放送されていた。 |
| 第2部・全国パート2（ここから再び全国ネット） |                                                    | |
| 18:45:00                                     | 全国ニュース                                       | - この時に再び「THE NEWS」とタイトルコールが流れ「ピピピ」というアタック音も再び鳴るが今度は変形せずに、正方形のままタイトルロゴが左上に移動。 - 番組スタートの2009年3月30日から翌週4月10日までの10回のみ、18:45の第2部開始時に2分間、小林がニュースヘッドラインを読み上げ、『ミューズ』のBGM（サビの前の部分）と番組ロゴCGが表示された（背景はスタジオ内）。 |
| 18:55頃                                      | 後藤の裏MEMO →後藤が斬る!（7月の竹内加入時に改題） | - 後藤による政局解説コーナー。 - 「後藤の裏MEMO」時代はコーナー用のオープニング（黒い背景をバックに後藤の顔をアップで写したもの）があったが、「後藤が斬る！」に改名後は省略された。 |
| 19:14                                        | THE NEWS特集                                       | - こちらは硬派のドキュメンタリーが主。内容によっては膨大な編集の関係や放送時間の関係で翌日及び翌々日に内容が続く事もあった（緊急ニュース等で番組内容変更があった場合は当該内容の放送日が翌日以降に延期となる場合もあった）。 - ここで当日放送する予定の項目は『ひるおび!』内「THE NEWS」、『サカスさん』エンディング、当番組ローカル枠内エンディングで各々予告された。 - 番組内でシリーズ企画を放送することがあったが、シリーズ企画放送時は「THE NEWS特集」が放送されないこともあった。 |
| 19:30                                        | THE NEWSカワラBANG7 →7時半のニュース（6月に改名）  | - 前番組『イブニング・ファイブ』のコーナー、「本日のカワラBANG!」を基にしたフラッシュニュースコーナー。 - 「7時半のニュース」に改名後はフラッシュニュース形態を止め、小林が「まもなく7時30分。この時間のニュースをお伝えします」とアナウンスを行ってから伝えていた。日によっては7時半を過ぎて始まることもあり、その場合は「現在時刻は7時3×分（その時点での時刻）これまでに入っている最新のニュースをお伝えします」と小林が伝えて始まった。 - このコーナーのみ見出し・項目テロップにはオレンジに黒抜き文字の「7時半のニュース」と表記されたテロップデザインが用いられたが、何らかの理由により時間が変わる場合はその部分を「THE NEWS」に差し替えた。この場合、テロップによっては2か所も「THE NEWS」と表示されることとなった。 |
| 19:35                                        | THE SPORTS                                         | - スポーツコーナー。このコーナーでは項目テロップは原則として1行表記。 - メイン3人の座るテーブルからではなく、バーチャルセットから伝えた。 |
| 19:41頃                                      | 佐藤大介の天気予報                                 | - 赤坂サカスから中継。 |
| 19:45頃                                      | 最新のニュース、明日のニュース                     | - ニュースを2 - 3本伝えた。番組の最後には、今日のニュースと明日のニュースに関してのトークが放送された。「明日のニュース」は、後藤が『NEWS23』を担当した時（2008年度）にエンディング前のコーナーとして放送されていた。金曜日の放送では「来週のニュース」として放送。 |
| 19:47頃                                      | エンディング                                       | - このときにその日の主要ニュースの映像をバックに、衣装協力会社のクレジット。最後に「また明日 See You Tomorrow」（金曜日は「また来週 See You Next Week」）と字幕を出した。 |

この後19:48:20に、19:55（月曜日の『パナソニック ドラマシアター』のみ20:00）に開始する番組の番組告知が放送された。年末年始を除き、TBSで平日の夕方ニュースの後にジャンクションが放送されるのは『JNNニュースの森』時代の2002年3月以来7年ぶりだった。

### 70分番組時代
内容が変更になったコーナーは☆で示す。新設のコーナーは★で示す。
| 時刻       | コーナータイトル・放送内容  | 詳細・備考 |
| ---------- | --------------------------- | --- |
| 18:40:00 - | ★ヘッドライン・オープニング | - 『イブワイ』からはステブレレスで接続（一部地方局ではタイミングの違いで一瞬『イブワイ』の映像が映る場合がある）。 - その日に取り上げる主な内容をニュース映像と共にメインキャスターの小林・竹内が読み上げた。 - その後、9月25日まで全国パート1（17:50 - ）の枠で使用されていたOPの映像が流れた後スタジオに映像が切り替わり、小林が「こんばんは」と挨拶（この時後藤・小林・竹内が揃ってお辞儀する）し本編に入った。                                           |
| 18:42頃    | ニュース                    | - VTR中にCMに入るが、アイキャッチでミューズではなくイブワイのE-V-Yが流れた事があった（9月29日と10月30日）。 |
| 18:50頃    | ☆後藤が斬る!                | - タイトル表示時に効果音（刀と刀がぶつかる音）が鳴るようになった。 |
| 19:10頃    | THE NEWS特集                | |
| 19:25前後  | ☆7時半NEWS                  | - 伊藤と小林が担当。 - ニュースを読むキャスターの横にはCGによるヘッドライン（5項目ほど。そのうち上から2項目はこのコーナーより前に扱ったニュースを表示し黄色のワンポイント、それ以外のヘッドラインにはオレンジのワンポイントが入っていた）を表示。 - 小林のコーナー最初の文言も変更され、コーナー開始時の時刻を読み上げた後、伊藤と掛け合いトークを行った。 - 月曜 - 木曜は専用テーブルから放送されたが、金曜はバーチャルセットから放送されることが多かった。 |
| 19:35頃    | ☆THE SPORTS                 | - こちらも若干のリニューアル。スポーツキャスターの場所が変更され、メイン3人の座るテーブルに一緒に座りメイン3人がコメントするようになった。 |
| 19:41頃    | ☆全国のお天気               | - 伝える場所が赤坂サカス前からスタジオ内に変更になり、巨大な2枚の合成パネルの前に立ち、佐藤と小林が天気に関するトークをした後、佐藤が詳しく全国の天気を伝えた。 - テレビ画面に向かって左側のパネルには天気図が、右側のパネルにはその日のお天気に関する映像が流れた。 |
| 19:45頃    | 最新のニュース、☆明日のツボ | - 「明日のニュース」がタイトルを変更。出演者は全員座っており、テーブルの前に明日のニュースの項目がCGで表示された。金曜日の放送では「来週のツボ」として放送された。 - 「明日（来週）のツボ」が終わると小林が「それではまた明日（来週）、お会いしましょう」と挨拶したのに続いて出演者全員がお辞儀をしてエンディングVTRに切り替わる。 |
| 19:47頃    | エンディング                | - 2009年の最後となった12月25日放送では、2009年のニュース映像まとめを流し、最後に「また来年 See You Next Year」とテロップを出した。 |

### 主なシリーズ企画
- 「ニッポンの問題」
- 「真夏の政権選択’09」 - 第45回衆議院議員総選挙に関連する争点・論点の提起。
  - 2009年8月13日は特別編「THE 党首討論」として、主要6政党の党首による討論を番組内で放送。
- 「変化への責任」- 2009年10月5日より2010年3月12日まで長期に渡って不定期放送された。全37回。
- 「総理の言霊」 - 2010年1月より3月まで不定期放送。
- 「参院選の戦略を斬る」 - 2010年3月23日より最終回である同年3月26日まで放送。全4回。

## テーマ曲
- 山下達郎「ミューズ」
  - 定時ニュースの『THE NEWS』ではジングルとしてインストゥルメンタルにアレンジしたものが使用された。
  - 2009年8月19日に当曲を収録したシングルCDが発売された。
  - 2009年12月25日と2010年3月26日の放送ではエンディングテーマをフルコーラスで流し、12月25日放送では歌詞もテロップ表記された。

## ネット局での状況

### 120分番組時代のローカルニュース枠
- 先述の通りローカル枠は18:05 - 18:45となっており、改編前に比べて放送時間が約10分繰り上がった。2009年3月までのローカル枠は18:16 - 18:55となっており、2009年4月期改編によって開始時間が11分繰り上がり、放送時間枠は1分増えた。
- 「THE NEWS」の名称を使用する局、独自タイトルを設けて独立番組として放送する局と系列局によって対応が異なった。 特に後者の場合、長年ローカルニュースを自社の看板番組として放送してきた経緯があるのも理由の一つであった。ただし、「THE NEWS」の名称を使用している場合でも編成上別番組としていた局もあった。
- また、中部日本放送（CBC）では本番組を含めた16:50 - 19:50の枠を（各種番組表で）一括して『イッポウ』と表記していた他、画面左上の時刻表示の座布団部分のロゴに「イッポウ」のロゴを被せて表示していた。

## 特別編成

### 放送時間の変更
『サカスさん』（16:53 - 17:50）冒頭の「先出し!THE NEWS」（17:03頃終了・終了時刻不定）が17:50まで延長となり、そのまま当番組第1部へ接続したことがある（『サカスさん』本編は全面休止となる）。2009年7月20日に『サカスさん』が枠移動し、「先出し!THE NEWS」がスポットニュースの『THE NEWS』（16:43 - ）に移行した後は17時台の番組（TBSでは『水戸黄門』再放送）を中止する形となっていた。
17:50まで任意ネットの事例
- 小沢一郎民主党代表辞任会見
  - 2009年5月11日、16:53から放送[5]。記者会見の生中継が中心。
- 衆議院解散に伴う特別報道
  - 2009年7月21日、16:43（『THE NEWS』より）から放送。16:53に飛び乗りポイントが用意され正式には同時刻から報道特別番組「総力報道!THE解散スペシャル」として放送された[5]。17:50にオープニングを放映した。なお、並行して山口県内の土砂崩れのニュースも速報として報じた。
- 酒井法子に逮捕状請求
  - 2009年8月7日に酒井法子（本名：高相法子）に覚醒剤取締法違反の疑いで逮捕状請求されたため、『THE NEWS 総力報道スペシャル』として16:43ごろ（『THE NEWS』より）から17:50まで放送。ただし後藤・竹内・小林は登場せず長岡・藤森とコメンテーターのみで進行した。その後、9月17日に酒井が保釈された際には15:48 - 16:53で報道特番が放送された。この際も長岡・藤森とコメンテーターの進行で放送した。
- 衆院選開票結果に関する特別報道
  - 衆院選投開票翌日の2009年8月31日、16:43（『THE NEWS』より）から放送[5]。7月21日の特番同様の体裁だったが同日と違い拡大部分（16:43 - 17:50）の冒頭でオープニングアイキャッチが表示され、左上に第2部向けロゴが表示された。17:50にもう一度アイキャッチ表示、その後数分のVTRの後に第1部通常オープニングを放送した。
- 鳩山由紀夫首相選出、組閣関連特別報道
  - 2009年9月16日、組閣の状況などを中心に放送。当初は16:53からの放送予定だったが、さらに前倒しされて16:00からの放送となった[5]。

### プロ野球中継時
『ザ・プロ野球』における巨人戦全国放送（一部ローカル差し替えあり）がある場合の対応は次のとおり。
- 火曜日18:30プレーボールの「横浜×巨人」を中継する場合、19:55から中継する為、通常放送。火曜日のTBSテレビのゴールデンタイムの編成の関係から、TBSの子会社である横浜は当該主催ゲームの試合開始時刻を通常より30分遅らせた。
  - 2009年4月7日（毎日放送・中国放送は「阪神×広島」、東北放送は「楽天×ソフトバンク」に各々差し替え）
  - 2009年5月12日（毎日放送・中国放送は「阪神×広島」、RKB毎日放送は「ソフトバンク×ロッテ」に差し替え）
- 18:00プレーボールのゲームを中継する場合、19:30から中継する為、短縮放送となった。
  - 2009年4月30日「広島×巨人」（毎日放送は「阪神×横浜」、RKB毎日放送は「埼玉西武ライオンズ×ソフトバンク」に差し替え）
  - 2009年7月3日「中日×巨人」（毎日放送は「阪神×ヤクルト」に差し替え）
  - 2009年7月31日「阪神×巨人」（中国放送は「広島×横浜」、北海道放送・RKB毎日放送は「日本ハム×ソフトバンク」に差し替え）
  - 2009年8月26日「中日×巨人」（毎日放送では横浜×阪神、RKB毎日放送は「ロッテ×ソフトバンク」、中国放送は「広島×ヤクルト」に差し替え）
- 中部日本放送では18:05 - 18:45のイッポウの中で実況アナウンサーによる試合の速報を行う他、19:50 - 20:54で生中継を行った。また、第2部の「THE NEWSカワラBANG7」（19:30頃）から当番組エンディング直前までの間にも中日戦を放送した。2009年6月5日、6月17日（20:54まで中継）、9月30日（21:00まで中継）、8月14日、8月21日、9月1日（21:48まで中継）は全国ネット部分の飛び降りは無かった。
- これに関連して、(当番組が最終回を迎えた）2010年3月26日に開催されたプロ野球中日vs広島の開幕戦の中継権は中部日本放送が保有していたものの、18:40 - 19:50の間は当番組を放送することになっていたため試合中継を放送できず、ドラゴンズ唯一の得点シーンが生放送されないという事態が起こった。
- TBS系列中継担当日においてBS-TBS・TBS NEWS（旧:TBSニュースバード）（CS）=横浜戦全部と中日戦、広島戦、TBSチャンネル（CS）=中日戦、広島戦の各一部が放送される場合は、これまでのトップ&リレーから完全生放送とした。なお阪神戦を担当するGAORA（CS）については従前どおりトップ&リレー中継であった。

### その他のスポーツ中継時
- 2009年5月27日に「キリンカップサッカー2009 日本代表vsチリ代表」の中継放送をしたため、18:00プレーボールのプロ野球巨人戦中継時と同様、19:30までの短縮放送となった。『JNNフラッシュニュース』以降の番組は通常より40分繰り下げて放送。
- 2009年9月9日に「国際親善試合 日本代表vsガーナ代表」の中継放送をするため、通常より1時間早い16:50からの放送となり、各種コーナーがほぼ通常通り放送されるなど、番組自体が1時間前倒しされた体裁で放送した。
- 2010年2月19日・2月24日は「バンクーバーオリンピック」の特番を19:00から放送したため、放送時間を17:50 - 18:55に変更した（18:15以降はローカルニュース枠）。前座番組の『イブワイ』は短縮放送。17:50からは全国ネットのニュース枠のため、この時間に全国へ「総力報道」のメンバーが顔を出すのは約5カ月ぶりとなる。

### 年末年始
2009年12月28日 - 2010年1月1日は年末年始特別編成のため休止。代替として、17時台もしくは18時台に30分間の『THE NEWS』が編成され、日曜夕方版（25分）の全国ニュースと天気予報の間にローカルニュース（5分）を挿入した内容・タイムテーブルで放送された。この代替放送時にも、リアルタイム字幕放送は実施されたほか、ネームテロップやリード読み時の項目テロップの表示の仕方は当番組と同じだったため実質的には当番組の年末年始版として放送された。

## スタッフ
- AD：竹内敦史（スポーツコーナー担当）
- デスク：豊島歩
- プロデューサー：堤慶太、小池博
- 制作プロデューサー：島田喜広
- エグゼグティブプロデューサー：谷上栄一
- 製作著作：TBS

## その他
- TBSラジオでは後藤・小林が出演したラジオCMが放送された。CM内容は後藤・小林が番組説明のコメントをした後、TBSアナウンサーの小林豊が放送時間を告知している。なお、TBSテレビの生放送番組のCMがTBSラジオで放送されたことは極めて異例であった。
- また開始当初、FM-FUJIの山梨県向け（83.0MHzなど）の放送でも後藤・小林のコメント付きのラジオCMが流れた。これはFM-FUJIが山梨県の系列局・テレビ山梨の関連会社であり、ほかのUTYの番組と同様に告知CMとして放送されたため。
- 番組が放送されているNスタジオは、『JNNニュースの森』終了以後、4年ぶりに『NEWS23』と統一デザインのセットとなった。
- 前番組『JNNイブニング・ニュース』の枠にあたる、番組前半の17:50 - 18:05の全国ネット枠は、ローカルスポンサーが廃止され、全編ナショナルスポンサーとなる。それに伴いCMの回数が1回だけとなった。番組の放送時間が縮小・スタート時間の繰り下げ後は、このナショナルスポンサー枠も繰り下げ後の番組前半部分に移動している。
- 2009年8月30日に放送された第45回衆議院議員総選挙の選挙特別番組 ・ 『乱!総選挙2009』は当番組と『情報7days ニュースキャスター』をベースに製作され、後藤がアンカーを、小林がメインキャスターを務めた。

### 19時台の前番組の扱いについて
2009年3月までに平日19時台で放送されていた番組は以下のように移動または終了となった。
月曜日・『関口宏の東京フレンドパークII』
- 木曜20時台に移動。

火曜日・『ぴったんこカン・カン』
- 金曜20時台に移動。

水曜日・『復活の日』
- 終了し、本番組を放送。

木曜日・『徳光和夫の感動再会!"逢いたい"』（ローカルセールス枠の番組であるため、一部地域除く）
- 終了し、本番組を放送。

金曜日・『チェック!ザ・No.1』（毎日放送制作）
- 終了し、本番組を放送。

### 19時台の後番組扱いについて
- 月曜日は『関口宏の東京フレンドパークII』[注 5]が木曜20時台から1年ぶりに古巣枠[注 8] に復帰。対抗戦が正式にレギュラー化されることになった。
- 火曜日と金曜日は新番組『紳助社長のプロデュース大作戦!』[注 9] と『がっちりアカデミー!!』[注 10] をそれぞれ新設。共に56分番組であることから、直後の20時台の直前番組が廃枠、本編も1分縮小された。
- 水曜日は『時短生活ガイドSHOW』[注 11] が1時間繰り上がるが、ローカルセールス枠であった。
- 木曜日は単発特別番組枠の『スパモク!!』[注 12] が放送されるが、水曜日と同じくローカルセールス枠であった。

## 参考資料
- TBS HOT情報『総力報道!THE NEWS』スペシャルスポーツキャスターに高橋尚子が決定!!（2009年1月30日発表）（2009年10月20日時点のアーカイブ）
- TBS HOT情報『総力報道!THE NEWS』スペシャル取材キャスターに俳優・平岳大!（2009年2月23日発表）（2009年2月26日時点のアーカイブ）
- TBS HOT情報『総力報道!THE NEWS』スペシャル取材キャスターに作家・石田衣良!（2009年3月13日発表）（2009年3月18日時点のアーカイブ）
- 山下達郎「前向きな心願う歌」…報道番組初テーマ曲 - スポーツ報知 2009年3月26日（2009年3月27日時点のアーカイブ）
- 山下達郎:小林麻耶司会の報道番組に新曲「ミューズ」を書き下ろし 「心を少しでも前向きに」 - 毎日新聞 2009年3月26日（2009年3月30日時点のウェブ魚拓）